# 井冈山革命根据地
井冈山革命根据地是中国共产党1927年在湖南、江西两省边界罗霄山脉中段创建的一个农村革命根据地。它是根据毛泽东“农村包围城市、武装夺取政权”理论创建的第一个农村革命根据地。

## 历史

### 上井冈山开辟根据地
1927年9月秋收起义后，工农革命军在文家市会师，开会讨论要不要继续打长沙，最后决定为保存实力，应退居萍乡。工农革命军经“三湾改编”后，到了古城后，宁冈县当地党组织负责人龙超清、龙国恩等参加了“古城会议”。在宁冈古城，毛泽东会见了袁文才，充分肯定他的革命精神，并给袁100条枪。在当地党组织的帮助下，工农革命军争取了井冈山上的王佐、袁文才，得以进驻茅坪、茨坪，安置部队伤病员，设立了留守处。秋收起义部队并未立刻上山，而是兵分二路：一路由宛希先率领到湘东茶陵、安仁一带；一路由毛泽东率领，经酃县十都，一直到汝城、桂东的水口镌，打探南昌起义部队的消息和调查能否在湖南立足。听到南昌起义余部在广东东江失败，湖南也无法立足之后，秋收起义部队经黄坳，于10月23日到达荆竹山，在这一天，毛泽东决定把井冈山作为革命根据地，在部队出发上井冈山之前，毛泽东在荆竹山村前“雷打石”处向部队讲话，第一次提出了工农革命军的“三大纪律”。
毛泽东在《井冈山的斗争》中说：“整个罗霄山脉我们都走遍了，各部分比较起来，以宁冈为中心的罗霄山脉的中段，最利于我们的军事割据。” 实行工农武装割据，实施“井冈山土地法”，创立了中国共产党领导下的第一个农村革命根据地。同时，经过团结、教育、改造工作，将袁文才、王佐两支农民自卫军编入工农革命军。至1928年2月底，井冈山革命根据地包括宁冈全县，遂川西北部，永新、酃县、茶陵等县部分地区。
井冈山的冬天异常寒冷，为了解决部队的冬衣、粮食和拓宽根据地的面积，1928年1月4日，毛泽东率领两个营的兵力占领遂川县城。部队分散活动，出现了有的战士借了老百姓的门板和稻草没有主动归还，在借来的许多同样的门板中，又往往弄错户主，睡过的地方也没打扫干净等。毛泽东于1928年1月25日在遂川县城李家坪召开了工农革命军全体指战员大会，宣布了“六项注意”：“上门板；捆铺草；说话和气；买卖公平；不拉夫，请来夫子要给钱；不打人骂人”。
1928年2月，袁文才、王佐两部合编为中国工农革命军第一师第二团。袁文才任团长，王佐任副团长，派何长工为团党代表。宋任穷做宣传干事，后来任连的党代表、营的党代表。

### 朱毛会师

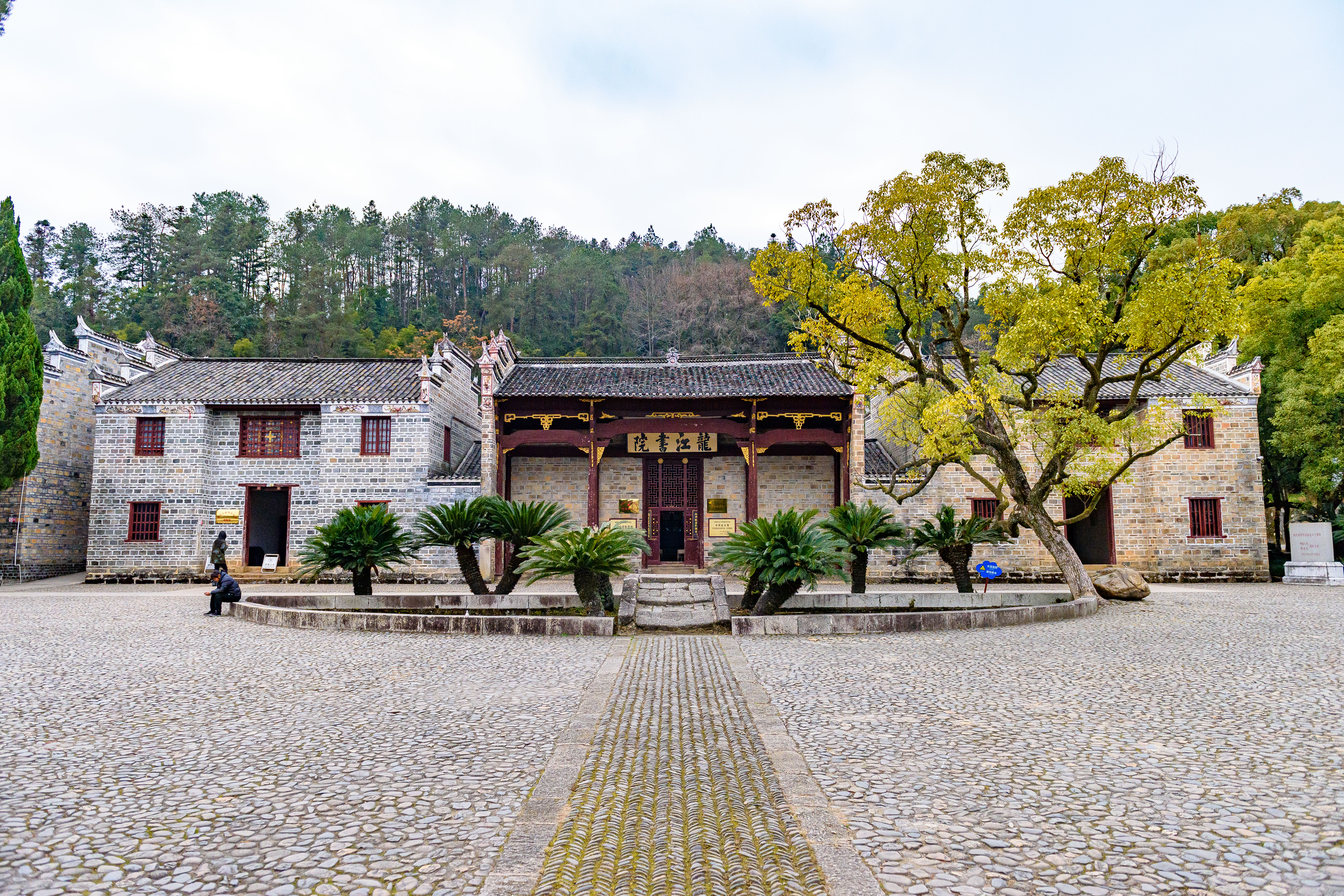
建于1840年的龙江书院为朱毛会师所在地

1927年12月，中央先后两次写信给朱德部队，要求和毛泽东部“确实联络，共同计划，发动群众以这些武力造成割据的暴动局面，建立工农兵代表会议--苏维埃政权”。朱德的部队曾与毛泽东的部队取得过联系，对井冈山的情况有一定的了解；湘南暴动1928年3月底遭到失败，在客观上进一步坚定了朱德上井冈山的决心。1928年4月28日，朱德、陈毅率领南昌起义余部与湘南起义农民军到达井冈山，和毛泽东领导的工农革命军在宁冈砻市会师，湘南特委决定朱、毛两部合编为“中国工农革命军第四军”，指定朱德为军长，毛泽东任党代表，有枪四千多支。这时，朱德四十二岁，毛泽东三十四岁。于5月4日召开军民大会，庆祝两军会师及红四军成立。1928年5月25日中共中央发布第51号通告，在“建立红军问题”一节中明确规定：“为保障暴动的胜利与扩大暴动，建立红军已为目前的要务，不一定要等到一省或一国暴动成功，只要能建立一割据区域，便应当开始建立红军的工作”“在割据区域所建立之军队，可正式定名为红军，取消以前工农革命（军）的名义”。6月4日中央在给井冈山前委的指示信，也要求工農革命軍改稱為中國工農紅軍。

### 四次对井冈山根据地的进剿
从1928年1月中旬至6月，盘踞江西的滇军朱培德四次“进剿”井冈山。前三次进剿总指挥是驻吉安的第31军第27师师长杨如轩，第四次是第3军第9师师长杨池生。红军先后在宁冈新城、遂川五斗江、永新草市垇、永新龙源口取得四次大捷，杨池生的第9师和杨如轩第27师全部击溃。红军广泛扩展井冈山根据地，“割据区域计有宁冈全县，永新全县，莲花全县，吉安一小部分，安福一小部分，遂川之北乡，酃县之东南乡一部，横直数百里”，面积达到7200平方公里，人口50多万，井冈山根据地进入全盛时期。

### 三次对井冈山根据地的会剿

#### 第一次会剿
1928年6月底，湘赣两省的王钧第3军、胡文斗第6军、吴尚第8军、金汉鼎第31军共计14个团约定7月7日“会剿”井冈山。
1928年6月30日，毛泽东主持召开了湘赣边界特委、红四军军委和永新县委联席会议。参加会议的有朱德、陈毅、宛希先、王尔琢、何挺颖、朱云卿、谭震林、陈正人等，以及永新县委的刘真、刘作述、刘家贤、王怀、贺敏学。湖南省委两位巡视员—湘东特委委员袁德生和醴陵县委书记杜修经也参加了会议。会议开了一天一夜。白天研究分兵发动群众、深入土地革命、扩大地方武装等项工作。晚上专门讨论了湖南省委的来信。毛泽东反对湖南省委特派员带来的“冒进湘南”的指示。
7月4日，湘军吴尚第8军提前出动，进占宁冈砻市和新城，并向永新进犯。7月13日，红4军第28、第29两团攻克酃县，湘军闻讯撤回茶陵。第29团团长胡少海、党代表龚楚决定乘势开往湘南。湖南省委特派员杜修经也表示支持。7月15日，红28团、29团联席会议在沔渡张家祠召开。出席会议的有朱德、陈毅、王尔琢、杜修经、何长工、龚楚、胡少海和各营、连党代表、营长、连长及各连士兵委员会的党员负责人等100余人。林彪以二十八团一营营长的身份参加了会议。大会执行主席龚楚。第二天下午，80多人举了手以超过半数通过了回湘南的决定。湖南省委特派员杜修经鉴于毛泽东在永新指挥作战不能随军南下湘南，指定陈毅代理红四军前委书记。7月17日，南下部队到达酃县水口，茶陵县委书记江华送来了毛泽东长达3页的亲笔信，要求朱德、陈毅、杜修经必须按永新联席会议的决定，将部队带回永新。江华还传达了毛泽东的再三嘱咐：湘南敌人太强大，千万不可以去，否则必败无疑。
赣军王钧第7师、金汉鼎部第12师5个团和胡文斗第6军6个团进占永新，毛泽东指挥红4军第31团和永新数万群众，以四方游击的方式，昼夜袭扰敌人，将敌军11个团围困在永新城及其周边30里内达25天之久，此即“永新困敌”。后来赣军听说红军主力已去湘南并彻底失败（八月失败），遂大举反攻进占莲花、宁冈。后赣军发生内讧，第6军6个团退去并与第3军战于樟树，留下金汉鼎部5个团退回永新城内。至此，第一次“会剿”结束。

#### 第二次会剿
1928年7月下旬，国民党军乘红4军主力在湘南，对井冈山发起第二次“会剿”。7月30日晨，湘军吴尚第8军3个团由酃县出发，在赣军王钧由第3军缩编而成的第7师一部策应下，向井冈山的门户黄洋界哨口发起进攻。红军第31团第1营2个连凭险据守。下午4时许，红军将第28团留在茨坪修复的1门迫击炮抬来，向敌人发了3发炮弹，第三发刚好落在敌军指挥所附近，湘军误以为红4军主力回山，连夜撤回酃县。赣军闻讯后，停止策应湘军的行动。黄洋界保卫战胜利，此即“黄洋界上炮声隆”。
8月中旬，毛泽东率第31团第3营去桂东迎接28团。8月23日，毛泽东、朱德率红4军主力在桂东击退湘军第3师的进攻，9月8日，回到井冈山南麓的黄坳。9月13日，红4军第28团和第31团第3营对遂川独立第7师刘士毅部的5个营发起突袭，敌军一部被歼，大部逃跑。10月1日，红4军在新城附近垇头陇设伏，消灭敌第14旅第27团一个营，进占新城。10月13日红4军向遂川发起进攻，守城敌独立第7师弃城而逃。11月9日，红4军对新城之敌第14旅第27团发起进攻，重创该敌于龙源口，次日进占永新。敌军调第35旅一部反扑，红4军主动撤出永新。从1928年9月上旬至11月，红军利用根据地内的有利条件，连打4仗，共俘国民党军营长以下约500人，恢复了根据地的大部地区，扭转了“八月失败”的被动局面。至此，第二次反“会剿”结束。

#### 第三次会剿
蒋介石撤换朱培德，委任湖南省主席何键为“湘赣两省剿匪代总指挥”，金汉鼎（第31军缩编为第12师）为副总指挥，策划湘赣两省集中6个旅18个团两万多人分兵5路，向井冈山发动第三次“会剿”。
- 第一路 遂川
- 第二路
- 第三路
- 第四路
- 第五路 资兴

红军只有28团（八一起义部队）、30团（红五军）、31团（秋收起义部队）、32团（王袁部队）。
1928年12月10日，彭德怀、滕代远率领紅五軍主力到达宁冈县新城，同紅四軍会师。前委、湘赣边界特委、四军与五军军委在宁冈开了联席会议，决定四军出发游击，五军防守井冈山以资休息和训练。1929年1月初第三次会剿开始。1929年1月4日，由前委召集“柏路会议”开了四天联席会议。1929年1月14日，由红五军改编的红四军第三十团和袁文才、王佐的三十二团，共计正规红军1300多人，1800多支枪留守井冈山，统归彭德怀、滕代远指挥；毛泽东、朱德率领红四军主力第二十八团、第三十一团及军直属队三千六百余人撤离湘赣边界，出击赣南，其目的：
1. 吸引进行"会剿"之敌军的注意力，减轻对井冈山的军事压力；
2. 改善部队的供给，解决根据地内日趋严重的经济问题。

红五军党代表滕代远1929年1月12日给湖南省委的报告称：当时计划"一部冲破敌人之包围外，反身向敌之后路打来击溃敌人，一部防守井冈山，巩固边区的政权，发展和深入扩大边界党及民众一切的工作。"湘赣边界特委代理书记杨开明1929年春天在上海给中央的报告中称：红四军出发赣南的原因"第一是经济问题的解决"，"再则为应付此次湘赣敌军第三次的会剿"。红五军军长彭德怀在《往事回忆》中称："在当时，湘赣两省反动军队向井冈山区'会剿'形势已经形成。我红四军物质又极为困难（油、盐、药物、特别冬衣），红四军只有离开井冈山向外地发展，否则没有其他较好办法克服困难和搞乱敌人的'会剿'部署。"
“会剿”军以进到遂川和资兴的第1路、第5路共2个旅和驻赣州的第15旅等3个旅追击红4军主力，其余第2路、第3路、第4路3个旅继续向井冈山根据地进攻。红五军军委和边界特委1929年1月中旬联席会议制订的“在军事方面，五井如被敌人攻破，五军冲出五井取道敌人薄弱的地方往赣南与四军取联络”的方案。1929年1月26日，“会剿”军以优势兵力对黄洋界、八面山、桐木岭三大哨口发起猛攻，红军分兵把守，与敌人硬拼，激战4个昼夜，到了30日，黄洋界、八面山相继失守，根据地被占领。为了保存力量，彭德怀、滕代远率红5军主力突围，在赣南数县取得了多次军事斗争的胜利，先后攻克了于都、安远、瑞金等县。红4军第32团和红5军一部转入深山开展游击。到2月底，蒋桂战争已揭开序幕，进攻井冈山的国民党军大部撤走。1929年2月，宛希先以特委常委和巡视员的身分，牵头召开了宁冈、永新、茶陵三县县委联席会议，重新恢复了特委，继续领导边界军民的对敌斗争。在3月恢复了小块红色政权。红五军受红四军前委之命1929年4月底返回湘赣边界后，坚持游击战争。

## 著作
毛泽东在1928年十月、十一月先后写成的《中国的红色政权为什么能够存在》和《井冈山的斗争》两篇重要著作对中国共产党在这一地区的军事和政治斗争经验予以总结。
“红旗到底能打多久”这种思潮在井冈山历史上有五次。
1. 1927年冬，毛泽东率领秋收起义部队1000余人700条枪上井冈山，很多人对革命持悲观情绪，他们在问“红旗到底能打多久”？有不少人逃跑、叛变，包括战士、连排长、团长，还有师长余洒度。
2. 1928年3月，“左”倾盲动主义排斥毛泽东的意见，让毛泽东率领工农革命军离开井冈山开赴湘南进行年关暴动，结果年关暴动、井冈山革命根据地同时遭受失败，这时又有许多人对革命缺乏信心，提出“红旗到底能打多久”
3. 1928年8月，因为中共湖南省委的错误指导，红军二十八、二十九团冒进湘南，敌人趁机进攻井冈山，导致井冈山的八月失败，不少人又重提“红旗到底能打多久”
4. 1928年冬，湘赣敌军调动重兵围攻井冈山，井冈山上粮食艰难，军民以红米、南瓜、野菜充饥，而且身穿茅草、稻草御寒，军长朱德都要带头下山挑粮，一些人又提“红旗到底能打多久”
5. 1929年春，湘赣敌军重兵第三次“会剿”井冈山，有人又提“红旗到底能打多久”。

## 结局
1929年，朱德、毛泽东率红军主力离开井冈山。红四军主力刚离开湘赣边界时，开始只是考虑到赣南去，还没有入闽的想法。后来部队抵达吉安县的东固时，得知井冈山已失守，返回那里已失去意义，同时又了解到闽西的详细情况，遂决定利用闽西的有利条件，到那里开展游击活动。之后扩大建立中央革命根据地。
1929年1月以后，湘赣边界特委成了井冈山革命根据地最高机关。宛希先是惟一的外籍干部，为土、客籍双方都能接受的人物，是袁、王在边界特委内惟一的依靠。1929年5月，重新选举的特委里，邓乾元、朱昌偕先后任书记；副书记、常委、执行委员几乎都是土籍人士。1929年5月至8月，湘赣边特委书记邓乾元在《湘赣边界工作报告》把袁、王当成不可救药的“匪首”，把边界的政权当作与土匪合作的联合政权。1930年初，王、袁活捉了茶陵靖卫团团长罗克绍，还俘获了20多个造枪工人和部分造枪机器。在没有请示特委的情况下，王、袁决定劝降罗克绍，计划用他们办一个兵工厂，但边界特委认定是袁、王与敌勾结。中央巡视员彭清泉来到了边界，带来了中共六大对土匪处置的教条。边界特委冒用毛泽东的名义，给王、袁修书一封，约王佐、袁文才率部于2月22日在永新县城合编，然后配合红五军共同攻打吉安。派出特委负责人朱昌偕、王怀等人，前往彭德怀红五军军部，对彭德怀说“袁文才、王佐要叛变”等。彭德怀派张纯清率红五军第四纵队300余人随朱昌偕赶往永新县城；边界特委又将宁冈、茶陵、遂川等五县赤卫队调往永新县城。1930年2月，远在湖南茶陵的区委书记宛希先收到湘赣边界特委的紧急通知，令他火速赶回，会同袁、王所部与各县赤卫队进攻永新县城。宛希先立即率部赶回，在永新县大湾村，特委指斥他不服调度，贻误战机，绑起关押。当夜宛希先逃走，特委动员千余人搜山，天亮时分，宛希先被发现，被推进一孔窖中乱枪射杀。
1930年2月24日，湘赣边界特委（刚刚改称赣西南特委西路行委）联合红五军，在永新县城杀害了袁文才与王佐及其所部干部40余人，收编了其部队。此时袁、王掌控的红三十二团，拥有1000余兵员，700余支枪，还有一座兵工厂。3月初，袁文才的部下谢角铭、谢益谋、陈次谋、曾李生牵头，联名客籍党员干部刘克忧、朱开卷等16人，写信给彭德怀并转赣西南特委和赣西南军委、赣西南各路行委各党部，希望上级能主持公道，为袁王等人的妄杀作出严正处理。认为特委“设此圈套”，将“袁、王等包围处死”，“殊令人犀疑满腹，切齿痛心”，是“不正确之执行”。信中恳请地表示“舍共产而无他从”，“若得奉命，自当然加培（倍）工作”，“期待上级之明了我们苦衷也”。
袁王所部在井冈山上的余部，分别在袁的妻叔谢角铭和王的兄长王云龙带领下，于1930年3月底反水，“电告反赤”。4月上旬，宁（冈）遂（川）边防保卫团在茅坪成立，谢角铭为团总，王云龙副之。保卫团以袁王旧部为主，又招收了200余名团丁，加上国民党吉安驻军拨来的一批枪弹，使保卫团扩充到700多人枪，实力与以前的红32团相差无几。保卫团盘踞茅坪、茨坪、大小五井等山区，在客籍民众中实行军事化控制，掌控了井冈山区域的客籍民众。此后，红军数次进攻井冈山都未能成功：
1. 1930年4月，红五军第三纵队在党代表刘作述带领下，率第四大队李聚奎部进山清剿。
2. 1930年3月18日，湘赣边界红色警卫连在新城成立。1930年5月底，红色警卫连在石口扩编为红军独立第八营，以小江山、棋子石为驻扎营地，不断地出山打击井冈山境内的敌人。1931年11月6日，红八营1连连长刘自成在阴阳山的一个小村庄伏击，击毙了谢角铭，全歼保卫团的1个排。保卫团由王云龙继任团总。在一年多的时间里，红八营与保卫团战斗交手几十次。红军始终无法在茅坪、大陇及大小五井山区立足脚。
3. 1933年农历8月中旬，湘赣边主力红军第十七师猛扑大陇，歼灭王东原部1个营。击毙敌营长龙震、宁冈县靖卫团团总林萃华，攻到了黄洋界的脚下。驻于砻市的敌十五师出动4个营救援，双方在葛田展开激战，各自死伤数百人。是月下旬，红十七师从新城再度向茅坪进击，事先获悉情报的敌第十五师在赤坑的山冲设伏以待，使红十七师遭受较大的损失，只得回兵新城退到永新。
4. 1934年8月，红六军团准备开始长征，派遣红军独立四团在团长张通，政委刘亚球、政治部主任张平化带领下侦察通过井冈山的道路。最后无功而返。

直至1949年8月，第四野战军第48军南下江西解放了井冈山。